# Нижегородов, Геннадий Александрович
Генна́дий Алекса́ндрович Нижегоро́дов (7 июня 1977, Одесса, Украинская ССР, СССР) — российский футболист, защитник и украинский тренер. Выступал за сборную России.

## Карьера игрока

### Клубная
Воспитанник одесских СДЮСШОР «Черноморец» (тренер Савелий Тимофеевич Семёнов) и ДЮСШ СКА (тренер Валерий Васильевич Кузьмин).
В начале 1990-х с семьёй переехал в Астрахань, где стал выступать в команде «Волгарь». В 1996 году перешёл в клуб высшей лиги России «Локомотив» (Нижний Новгород), в составе которого дебютировал в чемпионате России. Дебют для защитника выдался неудачным — 4 мая его команда уступила ФК «Спартак» Москва со счётом 0:4. В Нижнем Новгороде игрок провёл четыре года — за это время вылетел из высшей лиги (ЧР-97) и вернулся обратно (1998). В 2000 году перешёл в московский «Локомотив», где добился наибольших успехов: дважды стал чемпионом России, начал выступать в сборной России, а в 2002 году был признан лучшим защитником чемпионата России (премия «Стрелец»). После окончания чемпионского сезона 2004 года неожиданно решил покинуть команду — стороны не стали продлевать истёкший контракт. Чемпионат 2005 года провёл в клубе-новичке премьер-лиги «Терек» (Грозный). Этот год оказался неудачным как для Нижегородова, из-за травм сыгравшего только в 13 играх, так и для его клуба, покинувшего премьер-лигу с последнего места. Перед самым началом чемпионата России 2006 перешёл в клуб премьер-лиги ярославский «Шинник», который полностью выкупил трансфер игрока у «Терека» и заключил с ним краткосрочный контракт. В первой половине чемпионата (до начала чемпионата мира в Германии) Нижегородов провёл свои последние 8 игр в чемпионатах России и остановился на отметке 199. В мае, после окончания соглашения с ярославским клубом, на правах свободного агента покинул команду. В июне 2006 года вернулся на родину, в Одессу, где стал защищать цвета «Черноморца» и дебютировал в чемпионате Украины. В сезоне 2006/2007 сыграл в 27 играх чемпионата (из 30), во всех выходя на поле в стартовом составе. Летом 2007 года продлил контракт с «Черноморцем» ещё на год. В январе 2009 года стал свободным агентом после того, как клуб по взаимному согласию расторг с ним контракт. 20 января 2010 года на сайте клуба было объявлено, что контракт был расторгнут по причине болезни жены. В январе 2011 года отправился на сбор с «Уфой».

### В сборной
Сыграл 9 матчей в составе сборной России:
- 31 мая 2000. Россия — Словакия 1:1. 90 минут
- 4 июня 2000. Молдавия — Россия 0:1. 90 минут
- 21 августа 2002. Россия — Швеция 1:1. 45 минут, был заменён
- 7 сентября 2002. Россия — Ирландия 4:2. 90 минут
- 16 октября 2002. Россия — Албания 4:1. 90 минут
- 12 февраля 2003. Кипр — Россия 0:1. 90 минут
- 13 февраля 2003. Румыния — Россия 2:4. 90 минут
- 29 марта 2003. Албания — Россия 3:1. 90 минут,
- 30 апреля 2003. Грузия — Россия 1:0. 90 минут,

Также выступал за олимпийскую сборную России в 1998—1999 гг., сыграл 8 матчей.

## Тренерская карьера
С 2012 года по август 2017 работал в тренерском штабе одесского «Черноморца».
Играл в командах ветеранов.

## Достижения
Командные
- Чемпион России (2): 2002, 2004

Серебряный призёр чемпионата России (2): 2000, 2001
- Обладатель Кубка России (2): 1999/2000, 2000/01
- Обладатель Суперкубка России в 2003 году (в составе клуба «Локомотив» Москва)
- Участник матча за Суперкубок России в 2005 году (в составе клуба «Терек» Грозный)
- Победитель в золотом матче чемпионата России в 2002 году

Личные
- В списках 33-х лучших футболистов России (4): № 1 — 2000, 2001, 2002; № 3 — 2004
- В 2002 году получил премию «Стрелец», как лучший защитник российского чемпионата[11].

## Личная жизнь
Жена Марина (уроженка Одессы) — родная сестра жены Ильи Цымбаларя, сын Константин также футболист.